# Vall de Gerber
La vall de Gerber és una vall d'origen glacial situada al vessant sud de la serralada pirinenca. Forma un circ encerclat per altes carenes, excepte per la seva obertura al nord, que dona a la vall de la Bonaigua, i on el barranc de Gerber desaigua al riu de la Bonaigua en l'espectacular Salt de Comials. És una de les poques valls verges de la zona, no havent patit obres hidroelèctriques. La vall pertany a la zona perifèrica del Parc Nacional d'Aigüestortes i Estany de Sant Maurici, i es troba dintre del municipi d'Alt Àneu, a la comarca del Pallars Sobirà.

## Una vall glacial
Com és freqüent a les petites conques tributàries de les grans valls glacials quaternàries, la conca de la vall de Gerber és una vall penjada respecte al nivell del fons de la vall principal, la vall de la Bonaigua. Això és causat per la glaciació del Quaternari, fins fa 40.000 anys, en la que la glacera que davallava per la vall de la Bonaigua va excavar el llit rocós molt més intensament que el de la veïna vall de Gerber.
La glacera de Gerber, en el seu recorregut cap a cotes inferiors, arrossegava una gran quantitat de pedres que anaren desgastant, com un paper de vidre, el llit rocós per on lliscaven. En el pletiu existent un cop passada l’Estanyola de Gerber es poden apreciar de forma clara roques moltonades. Són petits turons suaus formats pel lliscament que ha exercit la glacera quan aquesta estava activa sobre les roques que formaven part del llit rocós. Tenen superfícies polides, estries i acanaladures deixades per les rascades més potents de la glacera, les quals indiquen la direcció de flux del glaç.

## Geografia
EL pendent de la vall de Gerber és força pronunciat. Els peus de la vall es troben a una altitud de 1.973 metres, els estany més alts, els estanyets del Cap de Gerber, es troben a 2.445 metres i el pic més alt, el Pic d'Amitges, té una altitud de 2.818 metres.

### Cims, serres i colls

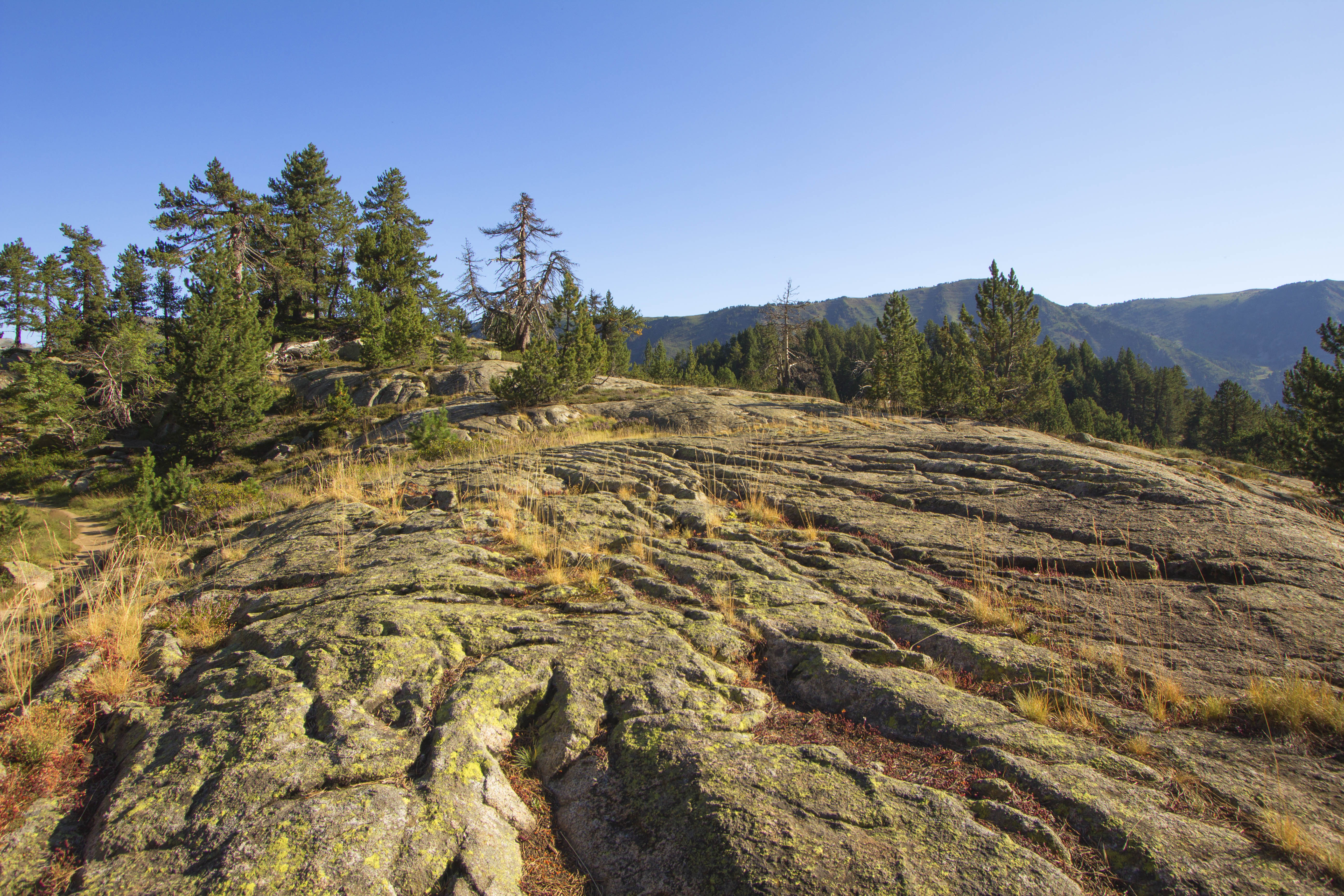
Roques moltonades a la vall de Gerber

En el sentit de les agulles del rellotge, començant en el punt més al nord i a l'est, es troben els següents elements geogràfics:

#### Vessant oriental (E)
La carena occidental separa la vall de Gerber de la vall de Cabanes. És una carena força crestejada, que conté un conjunt d'alts pics i colls, els més prominents dels quals són els següents:
- Pui de les Ares, de 2.612 metres d'altitud. El massís del pic envolta una tartera, la Coma de Don Jaume.
- Les mines d'Andreuet, una coma que separa el Pui de les Ares del Canal de Xemeneies. La coma és ocupada per una tartera que arriba fins a la vall de la Bonaigua.
- Coll de Xemeneies, a 2.572 metres. Comunica la vall de Gerber amb la tartera de les Pales de Nollerme de la vall de Cabanes.
- Pic de Xemeneies, de 2.828 metres.
- Los Tres Puis, de 2.824 metres.
- Coll de Bassiero, situat a 2.777,6 metres d'altitud. Permet el pas entre la vall Gerber i la vall de Cabanes.

#### Vessant meridional(S)

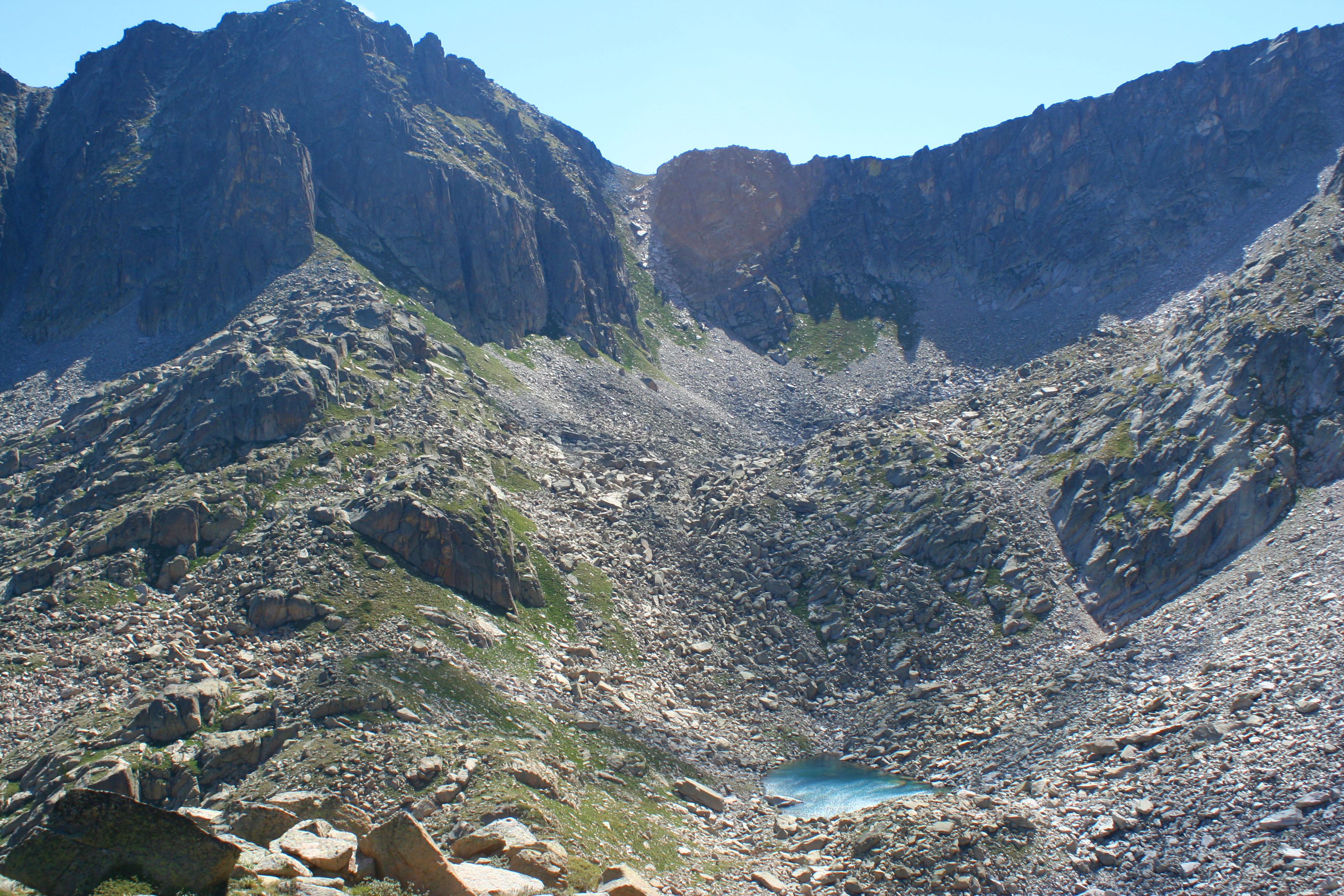
Estanyets del Cap de Gerber i Coll de Bassiero

El vessant meridional separa la vall de Gerber de la vall de Ratera, situada a la capçalera del riu Escrita. Té els següents accidents geogràfics:
- Pics de Bassiero. El Bassiero és un cim forcat. La punta occidental, amb 2.903 metres d'altitud, és la més alta i està dedicada al pirineista Henri Brulle. I l’oriental, de 2.897 metres d'altitud, a Maurice Gourdon, un altre pioner. Les seves crestes donen lloc a quatre vessants. Dues cap al sud, separades per la cresta de Bassiero, que s'uneixen a l'estany de Ratera; una cap al nord-est, la de la vall de Cabanes, i al nord-oest, la vall de Gerber.
- Canal de la Trampa, que dona a la Coma d'Amitges, situada a la vall del riu Escrita.
- Pic d'Amitges, de 2.848 metres.
- Tuqueta de Saboredo, de 2.761 metres.

#### Vessant occidental (O)
Separa la vall de Gerber, situada al vessant meditarrani dels Pirineus, de la vall de Ruda i la seva capçalera, el circ de Saboredo, situada al vessant atlàntic. Els elements que componen la carena són els següents: 
- Coll de l'estany Gelat, a 2.586 metres. El pas enllaça amb el circ de Saboredo, situat al vessant nord del Pirineu.
- Puis de Gerber de 2.738 metres.
- Agulles de Saboredo. Es un sèrie consecutiva de pics situats al llarg d'una cresta. El més alt té 2.628 metres.
- Pic de Locampo, amb una altitud de 2.656 metres.
- Pic de Serós, de 2.643 metres.
- Pui de les Ares, de 2.612 metres.

#### Límit septentrional (N)
Els peus de la vall de Gerber conflueixen a la vall de la Bonaigua.

### Estanys i Rius
El sòl granític, impermeable, permet l'existència de nombrosos estanys, entre els quals destaca per les seves dimensions i profunditat l'estany de Gerber, situat a 2.15 metres d'altitud. La vall allotja altres estanys, com són els estanyets del Cap de Gerber (2.4445 metres), l'estany Negre de Dalt (2.440 metres), l'estany de l'Illa (2.453 metres), l'estany Redó (2.340 metres), l'estany Llong (2.318 metres), l'estanyet de Gerber de Baix (2.121 metres) i l'estanyola de Gerber (2.020 metres)
El fet que la vall sigui una vall penjada permet que el barranc de Gerber desaigüi al riu de la Bonaigua en el bonic Salt de Comials, de 125 metres de desnivell.

## Excursions i travesses

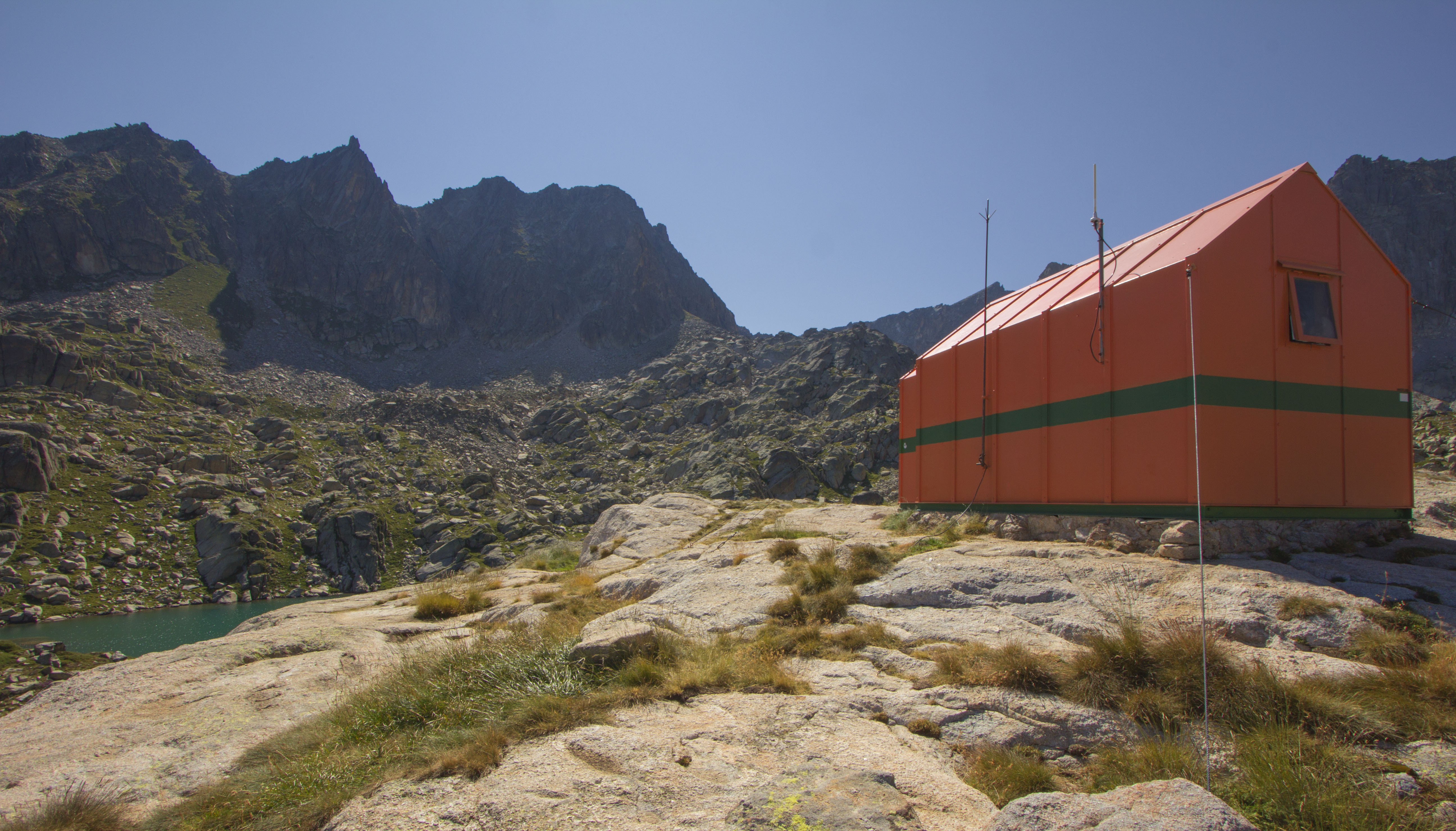
Los Tres Puis des del refugi Mataró

### Refugi Mataró
A la capçalera de la vall, encimbellat sobre un gran pedestal rocallós que s'erigeix sobre l'estany de l'Illa, es troba el refugi Mataró, a una altitud de 2.474,7 metres. És un refugi lliure, sense guarda. El refugi és prefabricat, metàl·lic, i està equipat amb lliteres i ràdio per a emergències. Fou construït per l'agrupació de la Unió Excursionista de Catalunya de Mataró el 1985, any del seu cinquantenari.

### Senderisme
Un sender ascendeix per la vall de nord a sud, fins al refugi Mataró. A partir d'aquest punt, un corriol gira cap a ponent, ascendint cap el Coll de l'estany Gelat, en direcció cap el circ de Saboredo o bé la coma d'Amitges, situada a la vall de Ratera. L'altra via, en direcció a llevant, puja cap el coll de Bassiero i la veïna vall de Cabanes.

## Impacte humà

### Antics assentaments ramaders
A la vall de Gerber s'han trobat jaciments arqueològics construïts en els segles VI, VII i VIII que presenten una gran quantitat de tancats ramaders no gaire grans, adossats entre ells i amb diversos espais de possible hàbitat humà.